# Ministère de l'Urbanisme (Haut-Karabagh)
Pour les articles homonymes, voir Ministère de l'Urbanisme.
Le ministère de l'Urbanisme (arménien : Քաղաքաշինության նախարարություն ; russe : Министерство градостроительства) est un organe d'administration du Haut-Karabagh (république d'Artsakh).